# Альянс (Half-Life)
Альянс (англ. The Combine — «объединение») — вымышленная милитаризованная организация из вселенной серии игр Half-Life. Альянс является могущественной тоталитарной инопланетной организацией, держащей под контролем множество цивилизаций, включая планету Земля и человечество. Впервые Альянс появляется в Half-Life 2. Фактически, основой сюжета Half-Life 2  и продолжений является борьба главного героя серии Гордона Фримена и всего человечества против Альянса.
Альянс также известен как Комбайн, Союз Вселенных и Покровители (одни из официальных названий, часто используемых в пропаганде Альянса). Согласно сюжету игровой вселенной, Альянс вторгся на Землю и за семь часов захватил её полностью. После этого на Земле был установлен тоталитарный режим, подавляются все свободы и права землян. Люди также считаются неполноценными существами, о чём свидетельствует пропаганда Альянса.
Кроме того, Альянс ведёт геноцид человечества: помимо массового истребления людей, на всей планете функционирует так называемое «подавляющее поле», которое препятствует размножению.
Параллельно Альянс активно извлекает природные ресурсы Земли, включая водные. Наместником Альянса на Земле являлся доктор Уоллес Брин, а главной штаб-квартирой локального гарнизона — Цитадель в Сити 17.

## Описание
Альянс состоит из различных живых существ и машин. Наиболее часто встречающимися врагами в Half-Life 2 и его эпизодах являются трансчеловеческие солдаты и состоящая из людей гражданская оборона. Кроме того, появляются разнообразные боевые машины, начиная от БТР и боевых вертолётов и заканчивая гигантской «умной стеной», огораживающей оккупированные города и постепенно уничтожающей все на своем пути, а также множество вооруженных инопланетных «синтетов».

### Общество
Мало что известно о деятельности Альянса за пределами Земли, но в диалогах в Half-Life 2 говорится, что они контролируют миры различных измерений, населенные различными видами. Оккупированная Альянсом Земля показана как жестокое полицейское государство. В восточноевропейском Сити 17 выступающие в роли полиции подразделения гражданской обороны регулярно проводят обыски многоквартирных домов, допрашивают граждан и проявляют бессмысленную жестокость. Военные силы Альянса нападают на базы сопротивления людей, пытаясь ещё больше укрепить свою власть в городских центрах. Граждане людей одеты в синюю униформу, живут в специально отведённых многоквартирных домах и переселяются между городами и деревнями на пассажирских поездах по воле Альянса. Вортигонты, враждебные инопланетные существа из Half-Life, также были порабощены и используются в различных низкоквалифицированных профессиях, таких как уборщик. Согласно Half-Life 2: Raising the Bar, Альянс осушает океаны и добывает природные ресурсы Земли, чтобы использовать их в других своих мирах.
Сердцем управления Альянса над Землей в Half-Life 2 является построенная в Сити 17 башня Цитадель, достигающая в высоту десятков тысяч футов в небе и под землёй. В ней пребывают советники альянса и расположен офис временного администратора Земли — доктора Уоллеса Брина. Брин, марионеточный правитель, часто появляется на больших экранах по всему городу, на которых он распространяет пропаганду и делает объявления. Цитадель проецирует энергетическое поле, которое способно предотвратить человеческое размножение, а также поле, которое удерживает опасную инопланетную фауну вне города. Кроме того, Цитадель содержит транспространственный телепорт, который позволяет Альянсу путешествовать между их родной вселенной и Землёй.

### Советники
Советники (англ. Advisors) — инопланетяне большого размера, похожие на личинок, которые практически не имеют отличительных черт — глаз (взамен есть прикрепленное к левой стороне головы механическое устройство), ушей или конечностей (взамен есть съемные механические руки). Их лица закрыты респиратором, который они могут приподнимать, чтобы обнажить похожее на рот отверстие с длинным гибким хоботком. С его помощью они могут осматривать объекты, а также атаковать и убивать. Атакуя жертву с помощью хоботка, советники, по всей видимости, поглощают её. Подразумевается, что Советники — правящий класс Альянса, и Брин подчиняется им напрямую. Хотя Советники обычно находятся в защитных капсулах, охраняемых солдатами Альянса, они также обладают психокинезом, с помощью которого они могут левитировать и обездвиживать противников. Их внешний вид был основан на Навигаторах Гильдии из фильма 1984 года «Дюна».

## Культурное влияние

### Товары
Идея Альянса вдохновила на создание нескольких товаров для мерчандайза Half-Life. В феврале 2008 года Valve выпустила плюшевую игрушку в виде синтета-охотника (впервые представленного в Half-Life 2: Episode Two), которая продавалась и распространялась через их онлайн-магазин. Также компания выпустила футболки под названием «Evolution» с изображением идей Альянса об эволюции человечества: от обезьян до солдат Альянса. Ещё одним продуктом стала литография размером 73 × 53 см, на которой изображены двенадцать концепт-артов, представляющих различные вариации модели солдата Альянса.

### Отзывы прессы
Концепция Альянса получила положительные отзывы от игровых журналистов. Журналисты 1UP.com похвалили «эпическое чувство», создаваемое Альянсом и их жестокими методами тоталитарного правления, а также заявили, что Valve создала «мир, управляемый новоязом, украшенный упадком городов и лишённый всякой надежды». GameSpot повторил эту похвалу, утверждая, что «представление дистопийного полицейского государства является жутко эффективным». Журнал PC Zone описал поведение солдат Альянса как подобное имперским штурмовикам, но вместе с тем заявил, что их игровой ИИ очень компетентный, хоть и не лишен недостатков: «персонажи Альянса могли бы иметь лучшие инстинкты выживания». В ряде рецензий на Half-Life 2: Episode One обозреватели выражали своё разочарование из-за отсутствия новых персонажей Альянса, хотя GameSpot похвалил улучшенный ИИ солдат Альянса и их новые возможности, такие как спуск по верёвкам. Добавление синтета-охотника в Half-Life 2: Episode Two было положительно оценено большинством обозревателей. Так, сотрудники журнала Computer and Video Games заявили, что сражения с охотниками стало для них интересным вызовом и сами охотники являются очень желанной прибавкой к серии. IGN заявил, что охотники «ошеломительно спроектированы», и что они являются «гибкими и мощными одновременно, и являются воплощением жуткого инопланетного разума».

### Присутствие Альянса в другой медиа-продукции
Некоторые приложения, расширяющие возможности игрового движка Source, такие как Garry’s Mod, позволяют использовать неигровых персонажей Альянса в разных веб-комиксах и машинимах. В юмористическом веб-комиксе «Гражданин: полужизнь и смерть Гордона Фромана» Альянс изображен как высоко бюрократическая и часто абсурдная организация. В одном из выпусков комикса показывается брифинг солдат Гражданской обороны Альянса, на котором обговаривается поимка протагониста комикса — Гордона Фромана. На брифинге солдатам предписано группироваться возле взрывоопасных бочек, укрываться за нестабильными конструкциями и прыгать с моста при проезде по нему быстро движущегося транспорта. В другом примере, в серии машиним «Combine Nation» (с англ. — «Нация Альянса», или же «Комбайнация» в переводе портала StopGame.ru), офицеры Гражданской обороны изображены в подобном пренебрежительно-абсурдном стиле. Выполнение их работы сопровождается множеством нелепостей, таких как медик, одержимый пластырями, или консультант, постоянно попадающий в драматические ситуации, связанные с бросанием светошумовых гранат в ущерб себе. В полуюмористическом мини-сериале «Civil Protection» (с англ. — «Гражданская Оборона») рассказывается о двух солдатах ГО — спокойном и рассудительном Майке и придурковатом Дэйве — патрулирующих Сити 17 и каждый раз сталкивающихся «с собственным идиотизмом».
В другой медиа-продукции Альянс изображен в более серьёзных тонах, например, в live-action-видео «The Combine Interview» (с англ. — «Интервью с комбайном»), где пародируется интервью с Томом Крузом касательно сайентологии. Это видео, описанное сайтом ActionTrip как «по меньшей мере жуткое», а сайтами Joystiq и Kotaku как «вызывающее мурашки», показывает интервью с офицером Гражданской обороны Альянса, в котором обсуждаются вопросы управления Альянса Землёй. В этом видео слова Круза «подстроены» под тему Альянса. Журнал PC Gamer UK отметил, что «целью данного видео было показать то, что цель сайентологии в чём-то напоминает цель Альянса, состоящую в порабощении всей Галактики».

### Внутриигровые источники
1. ↑  «Wallace Breen: Carbon stars with ancient satellites, colonized by sentient fungi; gas giants, inhabited by vast meteorological intelligences; worlds stretched thin across the membranes where the dimensions intersect...impossible to describe with our limited vocabulary!» — Valve, Half-Life 2. PC (2004). Уровень/зона: Dark Energy.
2. ↑  «Citizen: No matter how many times I get relocated, I...never get used to it.» — Valve, Half-Life 2. PC (2004). Уровень/зона: Point Insertion.
3. ↑  «Isaac Kleiner: I feel obliged to point out that a more fortunate side effect of the reactor's destruction is the complete removal of the Combine's reproductive suppression field. Previously, certain protein chains important to the process of embryonic development were selectively prevented from forming; this is no longer the case. For those so inclined, now would be an excellent time for procreation, which is to say, in layman's terms, you should give serious consideration to doing your part for the revival of the species.» — Valve, Half-Life 2: Episode One. PC (2006). Уровень/зона: Urban Flight.
4. ↑  «Alyx Vance: Antlions here? The Combine's defense field must have collapsed. Makes sense if it was powered by the Citadel.» — Valve, Half-Life 2: Episode One. PC (2006). Уровень/зона: Lowlife.
5. ↑  «Alyx Vance: This is the Citadel's dark fusion reactor. It powers their tunneling entanglement device.» — Valve, Half-Life 2. PC (2004). Уровень/зона: Dark Energy.
6. ↑  «Dr. Wallace Breen: (to an Advisor) It's me you should be worried about! I can still deliver Earth, but not without your help! [..] The portal destination is untenable, surely you can set the relay elsewhere. There's no way I can survive in that environment! A host body?! You must be joking, I can't possibly—oh, all right, dammit, if that's what it takes. Just hurry, he's right behind me!» — Valve, Half-Life 2. PC (2004). Уровень/зона: Dark Energy.

### Внешние источники
1. ↑  Half-Life 2 Enemies. Planet Half-Life. IGN. Дата обращения: 23 сентября 2008. Архивировано 22 октября 2006 года.
2. ↑  Hodgson, David. Half-Life 2: Raising the Bar. — Prima Games, 2004. — ISBN 978-0-7615-4364-0.
3. ↑  Half-Life 2 Citadel Height (6 марта 2012). Дата обращения: 27 марта 2013. Архивировано 23 мая 2013 года.
4. 1 2 3  Half-Life 2: Episode One Enemies. Planet Half-Life. IGN. Дата обращения: 23 сентября 2008. Архивировано 26 апреля 2013 года.
5. ↑  Half-Life 2: Raising the Bar
6. ↑  Hunter Plush Toy (англ.). Valve Corporation. Дата обращения: 19 сентября 2008. Архивировано 19 марта 2008 года.
7. ↑  Plunkett, Luke. Hunter Plushies Now Available (англ.). Kotaku (18 февраля 2008). Дата обращения: 19 сентября 2008. Архивировано 4 июня 2012 года.
8. ↑  Half-Life 2 «Evolution» Shirt (англ.). Valve Corporation. Дата обращения: 19 сентября 2008. Архивировано 13 марта 2008 года.
9. ↑  Half-Life 2 Combine Soldier Lithograph (англ.). Valve Corporation. Дата обращения: 19 сентября 2008. Архивировано 13 марта 2008 года.
10. ↑  Pfister, Andrew. Half-Life 2 Review (англ.). 1UP.com (17 января 2005). Дата обращения: 3 октября 2008. Архивировано 4 июня 2012 года.
11. 1 2  Ocampo, Jason. Half-Life 2: Episode One for PC Review (англ.). GameSpot (2 июня 2008). Дата обращения: 26 мая 2008. Архивировано 4 июня 2012 года.
12. ↑  PC Review: Half-Life 2 (англ.). Computer and Video Games (16 ноября 2004). Дата обращения: 26 мая 2008. Архивировано 4 июня 2012 года.
13. ↑  McNamara, Tom. Half-Life 2: Episode One Review (англ.). IGN (1 июня 2006). Дата обращения: 26 мая 2008. Архивировано 4 июня 2012 года.
14. ↑  Robinson, Andy. Review: Half-Life 2: Episode Two (англ.). Computer and Video Games (10 октября 2007). Дата обращения: 26 мая 2008. Архивировано 4 июня 2012 года.
15. ↑  Adams, Dan. Half-Life 2: Episode Two Review (англ.). IGN (9 октября 2007). Дата обращения: 26 мая 2008. Архивировано 4 июня 2012 года.
16. ↑  Livingston, Christopher. Issue #62 (англ.). Concerned: The Half-Life and Death of Gordon Frohman (7 октября 2005). Дата обращения: 19 сентября 2008. Архивировано из оригинала 4 июня 2012 года.
17. ↑  Combine Nation: Episode One (англ.). Lit Fuse Films. Дата обращения: 19 сентября 2008. Архивировано из оригинала 17 мая 2008 года.
18. ↑  Гражданская Оборона №1. StopGame.ru (9 февраля 2009). Дата обращения: 16 января 2022. Архивировано 16 января 2022 года.
19. ↑  Paul, Ure. Tom Cruise Scientology Interview, Combine Style (англ.). ActionTrip (3 сентября 2008). Дата обращения: 3 октября 2008. Архивировано 4 июня 2012 года.
20. ↑  McElroy, Justin. The Combine Interview puts Tom Cruise in new light (англ.). Joystiq (3 сентября 2008). Дата обращения: 3 октября 2008. Архивировано 4 июня 2012 года.
21. ↑  Plunkett, Luke. Creepy Tom Cruise Interview Redone As Creepy Half-Life 2 Interview (англ.). Kotaku (2 сентября 2008). Дата обращения: 3 октября 2008. Архивировано 4 июня 2012 года.
22. ↑  The Combine Tom Cruise (англ.) // PC Gamer : magazine. — Future plc, 2008. — December (no. 194). — P. 113.